# Jaime Corrêa Freitas
Jaime Corrêa Freitas, mais conhecido como Jaime, (Rio de Janeiro, 7 de abril de 1943) é um ex-futebolista brasileiro, que atuava como meia.
Jaime começou jogando nos times amadores do Bonsucesso, e atuou no profissional a partir de 1962. Foi emprestado para o Botafogo, mas não teve grande destaque e voltou ao Bonsucesso. Em 1965, foi vendido ao Bangu, onde foi campeão carioca em 1966, o último conquistado pelo clube, e ainda fez parte dos vice-campeonatos em 1965 e 1967. Em 1967, também jogou nos Estados Unidos, no campeonato da United Soccer Association, quando o Bangu representou o Houston Stars.
Jaime foi contratado pelo Palmeiras em 1969, onde ganhou um Campeonato Brasileiro e um Troféu Ramón de Carranza, ambos em 1969. Contudo, teve problemas com o treinador Rubens Minelli, por conta do pedido do técnico para que atuasse em uma função mais defensiva, e foi para o banco de reservas. Assim, foi emprestado ao Olaria, em 1971 e passou por vários clubes nos anos seguintes. Ele retornou ao Bangu em 1974, mas, sem repetir as mesmas atuações do passado e com um time mais fraco que o de 1966, Jaime decidiu se aposentar ao fim da temporada. Atualmente, ele mora no Rio de Janeiro.

## O Bangu virou "Houston Stars"
Em 1966, um grupo de empresários criou uma nova liga de futebol a North American Soccer League (NASL), em concorrência com a National Professional Soccer League (NPSL).
Em 1967, o Bangu foi convidado a participar de um torneio nos Estados Unidos promovido pela NASL, representando o Houston Stars. Além do Bangu, outros clubes a redor do mundo foram convidados e representaram clubes norte-americanos: Los Angeles Wolves (Wolverhampton, da Inglaterra), San Francisco Golden Gate Gales (ADO Den Haag, da Holanda), Chicago Mustangs (Cagliari, da Itália), Vancouver Royal Canadians (Sunderland, da Inglaterra) e Dallas Tornado (Dundee United, da Escócia).

## Títulos
Bangu
- Campeonato Carioca: 1966
- Torneio dos Campeões: 1967

Palmeiras
- Campeonato Brasileiro: 1969
- Troféu Ramón de Carranza: 1969